# Rusty Cook

Zawodnik Boise State Broncos

Rusty Cook – amerykański zapaśnik walczący w stylu wolnym. Drugi w Pucharze Świata w 2003 roku.
Zawodnik Western High School z Silver City i Boise State University. Zajął czwarte miejsce w 2001 roku All-American w NCAA Division I roku. W 2000 i 2001 wygrał Pacific-12 Conference.